# 三蔵火事
三蔵火事（さんぞうかじ）は享保13年3月27日（1728年）に越後長岡藩の長岡城下（現在の新潟県長岡市）で起こった大火災で長岡藩史上最大の火事とされる。この火災により長岡城をはじめ城下町の大半が焼失した。

## 概要
享保13年3月27日午後5時頃に長岡城下柳原町において出火。三蔵という人物が雪駄のことが原因で門左衛門という人物と喧嘩し、三蔵が門左衛門宅に放火したことが原因であった。侍屋敷278軒、足軽屋敷12軒、町家1251軒、寺院8ヶ寺、神社1社が全焼し、火は風に乗って田畑を隔てた今朝白町にも飛び火した。また、長岡城は本丸から外曲輪にいたる城郭全てが全焼する。
火災は28日朝に鎮火し、放火犯である三蔵は火刑に処された。

## 影響
全焼した長岡城の再建は幕府から7000両借用して行われ、宝暦4年（1754年）に再建完了するまで26年の歳月がかかった。また、この火災により藩政初期から悪化していた藩財政はさらに悪化し、藩士からの半知借り上げが行われ、藩士の次男以下の子息を藩士として召抱えることを禁止する令達が出された。

## 被害拡大の地理的背景
元来、長岡城下は“米山颪”という西南風が猛烈な大風を持来することがあり、出火元である柳原町は先手町や同心町とともにこの風の影響を受けやすく一般的に出火が警戒されている地域であった。